# 劉允墨
劉允墨（英語：Jesse Liu, 前: 劉笙彙），台灣閃靈樂團吉他手兼合音與音樂製作，暱稱「小黑」，父親為台灣臺東人，母親為台灣卑南族人。九歲前往新加坡留學，並開始自學吉他，與當地台灣人、華人、泰國人、馬來人組樂團，接觸重金屬搖滾樂。十八歲回到台灣，根據劉允墨自述，剛回台灣時，曾在台北東區逛街看到在誠品書店廣場的閃靈樂團演唱會，便深受吸引。2000年，劉允墨加入閃靈樂團，成為閃靈核心團員之一，並經營「黑頻錄音室」為台灣許多獨立樂團製作音樂。
劉允墨自2002年閃靈第三張專輯《永劫輪迴》開始參與創作，其創作融入THRASH METAL、METALCORE元素，收錄於《永劫輪迴》專輯中的《掠魂入閻獄》、《賽德克巴萊》專輯中的《黥面卸》、《十殿》專輯的《再闖閻獄》與《高砂軍》專輯的《震洋》等歌曲都是劉允墨創作的代表作。
劉允墨的創作以及表演方式強化了閃靈樂團的兇悍生猛元素，日本知名搖滾雜誌《Burrn!!》曾以閃靈的「惡鬼Jesse」來形容劉允墨，英國暢銷搖滾雜誌Terrorizer（页面存档备份，存于） 2009年讀者票選為全球最佳吉他手第七名，為亞洲樂團唯一獲選吉他手，國際知名吉他雜誌《Young Guitar》更將劉允墨標榜為能與北歐黑金屬樂團吉他手分庭抗禮的亞洲吉他手。2012年，知名樂器廠牌ESP為劉允墨量產其特製代言琴「ESP Katana」。2013年，獲第四屆金音獎「最佳樂手」獎。
2019-2024期間跟著閃靈樂團低度運作，參與2020年「台灣大凱旋」演唱會、2021年「關閉太陽」、2021年「台灣閃閃爍」大港開唱、2023年「閃靈珂拉琪之大港合體」2024年大港開唱等演出。閃靈於2023年推出單曲-護國山(Pattonkan)。
劉允墨亦於2004年組成結合電子元素的重金屬樂團Infernal Chaos。樂團曾休團好幾年，並在2016復出持續演出，參與各大音樂祭活動佛性金屬、火球祭、大港開唱、團結英雄會等。
劉允墨在2021年，加入了POSITIVE GRID，擔任聲音相關產品的設計師，致力於軟硬器材的研發和市場推廣工作。

## 重要代言
- Randall Amplifiers（英语：Randall Amplifiers） (2013年起)
- ESP Guitars（英语：ESP Guitars）（Jesse 劉允墨）(2009年起結束代言Caparison，轉代言ESP Guitars)
- Dunlop（英语：Dunlop Manufacturing）（Jesse 劉允墨）(2007年起)
- DAR Amplification（Jesse 劉允墨）(2011年起)